# Championnat du Mozambique de football 2016
Navigation
Saison 2015 Saison 2017
La saison 2016 du Championnat du Mozambique de football est la quarantième édition du championnat de première division au Mozambique. Les seize meilleurs clubs du pays sont regroupés au sein d'une poule unique où ils s'affrontent deux fois, à domicile et à l'extérieur. En fin de saison, les trois derniers sont relégués et remplacés par les trois meilleurs clubs de deuxième division.
C'est le Clube Ferroviário da Beira qui remporte le championnat cette saison après avoir terminé en tête du classement final, avec six points d'avance sur l'União de Songo. Il s'agit du tout premier titre de champion du Mozambique de l'histoire du club.

## Les clubs participants
- CD Costa do Sol
- CD Maxaquene
- Ferroviario de Nacala
- Clube Ferroviário de Maputo
- Vilankulo FC
- Desportivo de Nacala
- Clube Desportivo de Niassa - Promu de D2
- Estrela Vermelha de Maputo - Promu de D2
- Clube Ferroviário de Nampula
- Chingale de Tete - Promu de D2
- Clube Ferroviário da Beira
- Primeiro de Maio de Quelimane
- Liga Desportiva de Maputo
- Grupo Desportivo de Maputo
- FC Chibuto
- União de Songo

## Compétition

### Classement
Le barème utilisé pour établir le classement est le suivant :
- Victoire : 3 points
- Match nul : 1 point
- Défaite, forfait ou abandon : 0 point

| Rang | Équipe                        | Pts | J  | G  | N  | P  | Bp | Bc | Diff |
| ---- | ----------------------------- | --- | -- | -- | -- | -- | -- | -- | ---- |
| 1    | Clube Ferroviário da Beira    | 61  | 30 | 18 | 7  | 5  | 40 | 21 | +19  |
| 2    | União de SongoC               | 55  | 30 | 16 | 7  | 7  | 32 | 14 | +18  |
| 3    | FC Chibuto                    | 50  | 30 | 13 | 11 | 6  | 35 | 19 | +16  |
| 4    | Liga Desportiva de Maputo     | 50  | 30 | 15 | 5  | 10 | 37 | 21 | +16  |
| 5    | Clube Ferroviário de Nampula  | 50  | 30 | 13 | 11 | 6  | 37 | 21 | +16  |
| 6    | Clube Ferroviário de MaputoT  | 49  | 30 | 13 | 10 | 7  | 27 | 18 | +9   |
| 7    | CD Maxaquene                  | 43  | 30 | 11 | 10 | 9  | 28 | 26 | +2   |
| 8    | Ferroviario de Nacala         | 42  | 30 | 10 | 12 | 8  | 22 | 24 | -2   |
| 9    | Desportivo de Nacala          | 40  | 30 | 10 | 10 | 10 | 39 | 34 | +5   |
| 10   | CD Costa do Sol               | 38  | 30 | 10 | 8  | 12 | 34 | 33 | +1   |
| 11   | Vilankulo FC                  | 37  | 30 | 9  | 10 | 11 | 22 | 28 | -6   |
| 12   | Chingale de TeteP             | 33  | 30 | 9  | 6  | 15 | 19 | 41 | -22  |
| 13   | Primeiro de Maio de Quelimane | 32  | 30 | 7  | 11 | 12 | 30 | 36 | -6   |
| 14   | Estrela Vermelha de MaputoP   | 30  | 30 | 6  | 12 | 12 | 28 | 36 | -8   |
| 15   | Grupo Desportivo de Maputo    | 19  | 30 | 2  | 13 | 15 | 15 | 34 | -19  |
| 16   | Clube Desportivo de NiassaP   | 16  | 30 | 3  | 7  | 20 | 11 | 50 | -39  |

|  | Qualification pour la Ligue des champions de la CAF 2017                                        |
|  | Qualification pour la Coupe de la confédération 2017                                            |
|  | Relégation directe en deuxième division                                                         |
|  | T : Tenant du titre C : Vainqueur de la Coupe du Mozambique P : Club promu de deuxième division |

## Bilan de la saison
| Championnat du Mozambique de football 2016                             |                                        |
| Champion                                                               | Clube Ferroviário da Beira (1er titre) |
| Coupes et trophées                                                     |                                        |
| Vainqueur de la Coupe du Mozambique 2016                               | União de Songo                         |
| Qualifications continentales                                           |                                        |
| Ligue des champions de la CAF 2017                                     | Clube Ferroviário da Beira             |
| Coupe de la confédération 2017                                         | União de Songo                         |
| Promotions et relégations                                              |                                        |
| Promus en Moçambola                                                    | Associação Desportiva de Macuácua      |
| Promus en Moçambola                                                    | Textáfrica do Chimoio                  |
| Promus en Moçambola                                                    | UP Lichinga                            |
| Relégués en Championnat du Mozambique de football de deuxième division | Estrela Vermelha de Maputo             |
| Relégués en Championnat du Mozambique de football de deuxième division | Grupo Desportivo de Maputo             |
| Relégués en Championnat du Mozambique de football de deuxième division | Clube Desportivo de Niassa             |